# 微重力
微重力环境（也称μg，经常被称为微重力）是指某些環境下重力並不是完全为零，只是非常小（例如，在国际空间站上，微小的重力来自潮汐力以及来自地球以外物体的重力，如宇航员、航天器和太阳以及空气阻力、宇航员的运动给空间站带来的动力）。微重力的符号μg被用在航天飞机STS-87和STS-107航班的徽章上，因为这些航天飞机是专门研究低地球轨道的微重力。